# Храм I (Тикаль)
Храм I — пирамидальный храм  майя, расположенный в древней столице Мутульского царства Тикале на территории современной Гватемалы. Другие названия этого мемориала — Храм Великого Ягуара (благодаря изображению на деревянной притолоке правителя, восседающего на ягуаре) и Храм Ах-Какао (Ах-Какао — прозвище похороненного в храме Хасав-Чан-Кавиля I). Выстроен из известняка в типичном для Тикаля стиле. Храм сооружён в нарушение обычаев: он построен у восточной стороны главной площади, хотя по традиции погребальные сооружения возводили севернее акрополя.

## Возведение и структура
Храм посвящён Хасав-Чан-Кавилю I, правителю Тикаля 682—734 годов. Его захоронение было обнаружено в процессе раскопок в глубине храма, причём храм был построен уже вокруг него. Строительством руководил сын и наследник Хасав-Чан-Кавиля Икин-Чан-Кавиль. Вероятно, оно было запланировано ещё при жизни погребённого в нём правителя.
Высота храма составляет 47 метров. Он имеет девять ступеней, которые могут символизировать девять подземных миров. У храма есть резные обломы и вставки в углах. Крутая лестница идёт от земли до святилища на вершине. На самом верху расположено святилище, в котором находятся деревянные притолоки с искусной резьбой. Возможно их украшением руководил сам Хасав-Чан-Кавиль в процессе подготовки к созданию данного памятника. Притолоки вырезаны из дерева саподиллы, один из них (№ 3) изначально был выкрашен в красный цвет. Древесина, избранная для притолок, очень твёрдая и тяжёлая, саподиллы произрастают в округе. Притолоки сделаны из досок, установленных в небольшие ниши. Они обрамляют три дверных косяка. Внешняя притолока оставлена без украшений, однако следующие имеют тонкую резьбу. Две из досок были сняты со своих мест в XIX веке и их местоположение неизвестно. Ещё две снял Альфред Модсли, отправивший их в Британский музей, где они находятся до сих пор. На одной из притолок вырезано изображение сидящего человека, над которым находится огромная змея.
На святилище установлен характерный для архитектуры майя кровельный гребень, частью которого является скульптура сидящего правителя Хасав-Чан-Кавиля (трудноразличима). Кровельный гребень состоит из двух параллельных частей, между которыми находится пустое пространство, снижающее вес строения. Вес кровельного гребня держат несущие стены. В передней части гребень покрывали каменные блоки, на которых вырезали гигантскую фигуру правителя, а по бокам от него располагались свитки и змеи. Кроме этого там же располагалась лепнина. В святилище находятся три узких тёмных комнаты, куда можно попасть через единственный дверной проход. Помещения расположены одно за другим в ряд, они имеют высокие ложносводчатые потолки, подпёртые деревянными брусьями из саподиллы.

## Захоронение

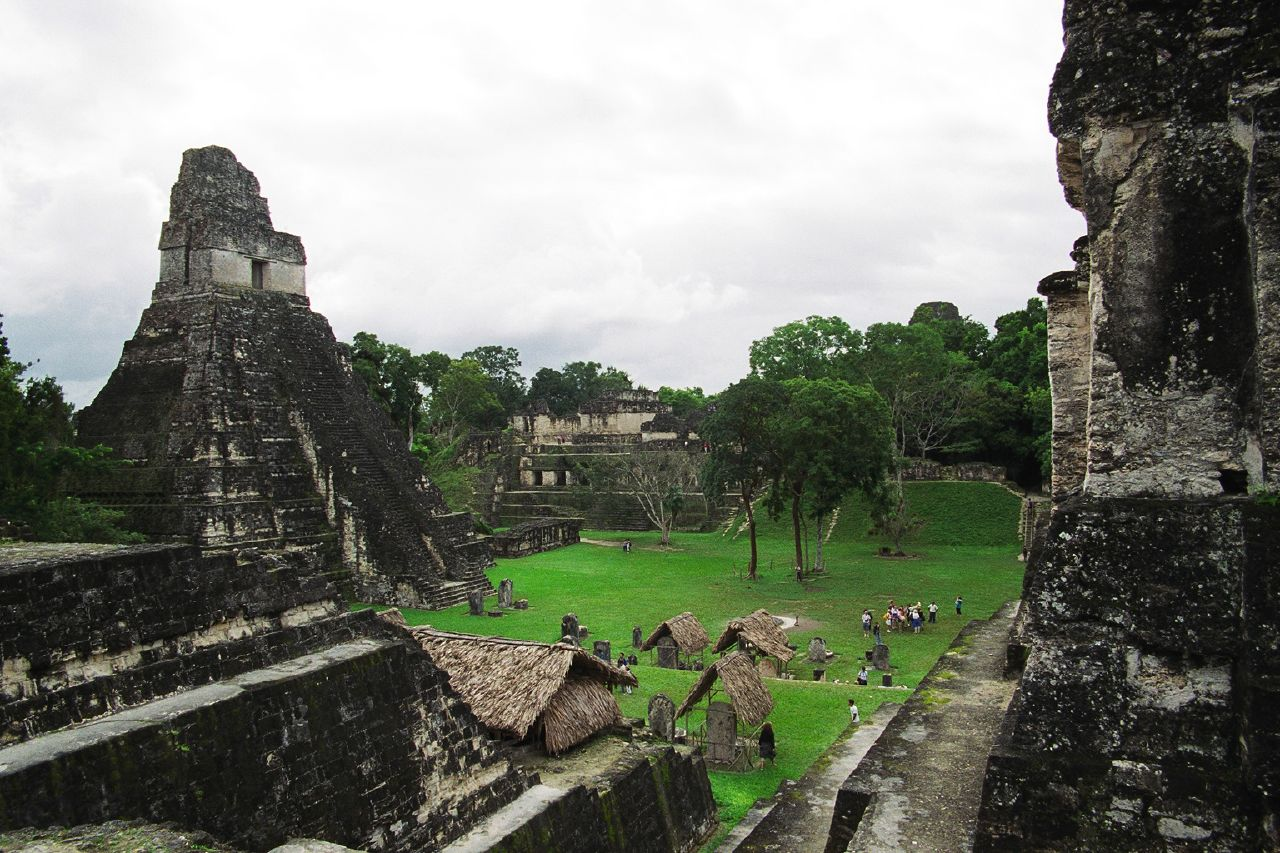
Вид на храм с северо-запада, с Северного акрополя

Захоронение Хасав-Чан-Кавиля было обнаружено в 1962 году. Археологи проникли в него через крышу по туннелю от основания лестницы храма. Оно получило официальное название «Захоронение № 116». В целом, оно представляет собой просторную комнату в глубине пирамиды, ниже уровня главной площади города. Более половины помещения занимает скамья, на которой на плетёном коврике лежит тело Хасав-Чан-Кавиля вместе с украшениями. Захоронение содержит богатые подношения: шкуры ягуаров, предметы из жадеита, раскрашенную керамику, редкие раковины, жемчужины, зеркала и другие произведения искусства. Тело правителя покрывало множество жадеитовых украшений, включая огромное четырёхкилограммовое ожерелье, состоящее из 114 очень крупных бусин, изображённое на скульптурных портретах Хасав-Чан-Кавиля.
Среди прочих подношений — декоративный мозаичный сосуд из жадеита, на крышке которого находится скульптурный портрет правителя. Вместе с ним в захоронении обнаружены 37 человеческих костей с искусной резьбой письмом майя, сложенных у правой ноги Хасав-Чан-Кавиля. На одной из них написано о союзниках Тикаля, включая Копан и Паленке, на других содержится имя и генеалогия правителя. На одной из костей находится резной портрет пленника Ош-Ха-Те-Ишиля, вассала главного соперника Тикаля, Калакмуля. На костях имеются изображения божества кукурузы, которое несут в подземный мир в каноэ. Также на одной из костей содержится длинный список дат смерти знатных жителей соседних государств.
Кроме того, было обнаружено, что в постклассический период погребальное помещение было открыто, дабы сделать в нём новое захоронение. Помимо всего прочего, туда поместили кадильницы майяпанского типа, а также керамические кадильницы типа, распространённого в Петене в постклассический период. При этом после XV века такие разновидности не использовались.

## Новейшая история
Тикаль был обнаружен в 1848 году, в 1877-м из многих храмов, включая Храм I, было вынесено значительное количество предметов. Альфред Модсли составил карту центральной части города в 1881—1882 годах, отметив и пять главных храмов (однако он присвоил им названия по буквам алфавита). Теоберт Малер провёл первое топографическое исследование Тикаля и назвал Храм Великого Ягуара «Первым великим храмом». Альфред Тоззер провёл второе исследование в 1911 году и в целом повторил именование Малера; именно Тоззер назвал этот храм «Храмом I».
В 1955 году Пенсильванский университет провёл археологические раскопки в руинах храмов I и II и подготовил их к открытию для туристов. Работа над Храмом I продолжалась до 1964 года. В 1986 году Национальный проект «Тикаль» (исп. Proyecto Nacional Tikal) провёл реставрацию крыши храма.
В рамках празднования «конца света» 2012 года современные майя провели огненную церемонию перед храмом на главной площади города 21 декабря. Церемонию посетило около 3000 человек.